# Kneaja Krînîțea, Monastîrîșce
Kneaja Krînîțea (în ucraineană Княжа Криниця) este localitatea de reședință a comunei Kneaja Krînîțea din raionul Monastîrîșce, regiunea Cerkasî, Ucraina.

## Demografie
Componența lingvistică a localității Kneaja Krînîțea
     Ucraineană (99,34%)
     Alte limbi (0,56%)
Conform recensământului din 2001, majoritatea populației localității Kneaja Krînîțea era vorbitoare de ucraineană (99,34%), existând în minoritate și vorbitori de alte limbi.